# Мрзло Полє-Жумберацько
Мрзло Полє-Жумберацько (хорв. Mrzlo Polje Žumberačko) — населений пункт у Хорватії, у Загребській жупанії у складі громади Жумберак.

## Населення
Населення за даними перепису 2011 року становило 41 осіб.
Динаміка чисельності населення поселення:

## Клімат
Середня річна температура становить 8,82 °C, середня максимальна – 22,13 °C, а середня мінімальна – -6,25 °C. Середня річна кількість опадів – 1223 мм.
| Клімат поселення                              | Клімат поселення | Клімат поселення | Клімат поселення | Клімат поселення | Клімат поселення | Клімат поселення | Клімат поселення | Клімат поселення | Клімат поселення | Клімат поселення | Клімат поселення | Клімат поселення | Клімат поселення |
| Показник                                      | Січ.             | Лют.             | Бер.             | Квіт.            | Трав.            | Черв.            | Лип.             | Серп.            | Вер.             | Жовт.            | Лист.            | Груд.            |                  |
| Середній максимум, °C                         | 5,75             | 6,79             | 10,39            | 14,23            | 18,94            | 22,13            | 21,44            | 21,07            | 17,42            | 12,55            | 7,24             | 3,95             |                  |
| Середня температура, °C                       | −0,26            | 0,78             | 4,41             | 8,24             | 12,96            | 16,14            | 18,10            | 17,72            | 14,08            | 9,22             | 3,92             | 0,60             |                  |
| Середній мінімум, °C                          | −6,25            | −5,21            | −1,6             | 2,25             | 6,96             | 10,14            | 14,77            | 14,37            | 10,76            | 5,88             | 0,56             | −2,74            |                  |
| Норма опадів, мм                              | 59               | 67               | 87               | 102              | 103              | 132              | 111              | 116              | 117              | 118              | 120              | 91               |                  |
| Середньомісячна швидкість вітру, м/с          | 1.77             | 1.88             | 2.23             | 2.18             | 2.09             | 1.85             | 1.76             | 1.71             | 1.64             | 1.77             | 1.88             | 1.86             |                  |
| Середньомісячна сонячна радіація, кДж/м²·день | 4217             | 6890             | 10316            | 14561            | 18576            | 20251            | 21276            | 18216            | 13546            | 8679             | 4644             | 3441             |                  |
| --------------------------------------------- | ---------------- | ---------------- | ---------------- | ---------------- | ---------------- | ---------------- | ---------------- | ---------------- | ---------------- | ---------------- | ---------------- | ---------------- | ---------------- |
| Джерело:                                      |                  |                  |                  |                  |                  |                  |                  |                  |                  |                  |                  |                  |                  |